# Сапёрная бригада

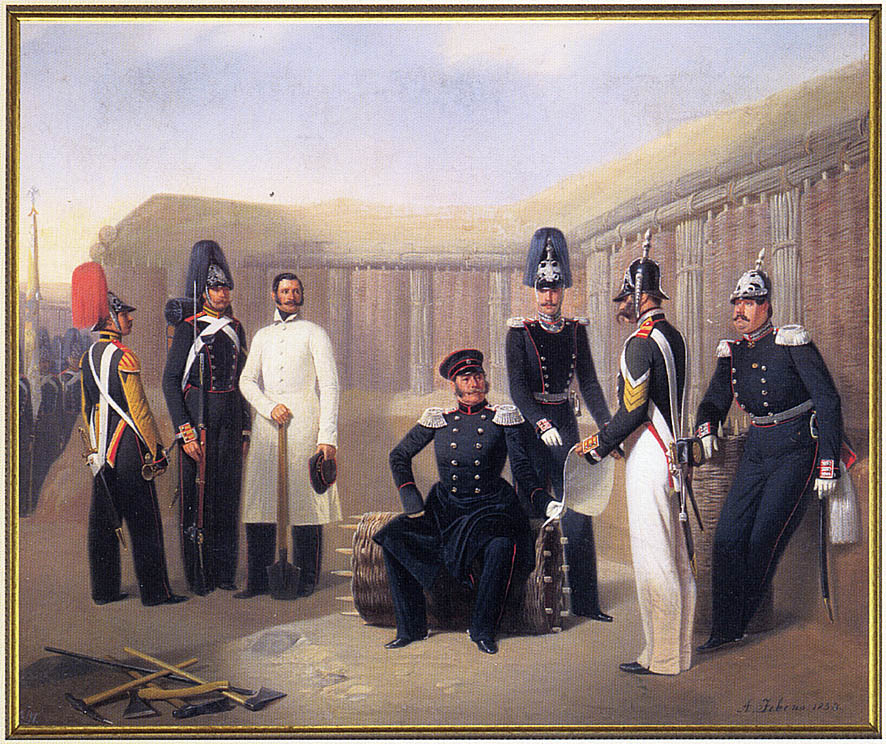
Сапёры Лейб-гвардии Сапёрного батальона.
1853 год. Картина работы А. И. Гебенса
В центре на фашине сидит командир батальона генерал-майор Н. Ф. Хомутов, крайний справа — полковник Н. К. Зацепин (известный художник, погиб 10 мая 1855 года при обороне Севастополя). (Музей А В. Суворова в Санкт-Петербурге.)

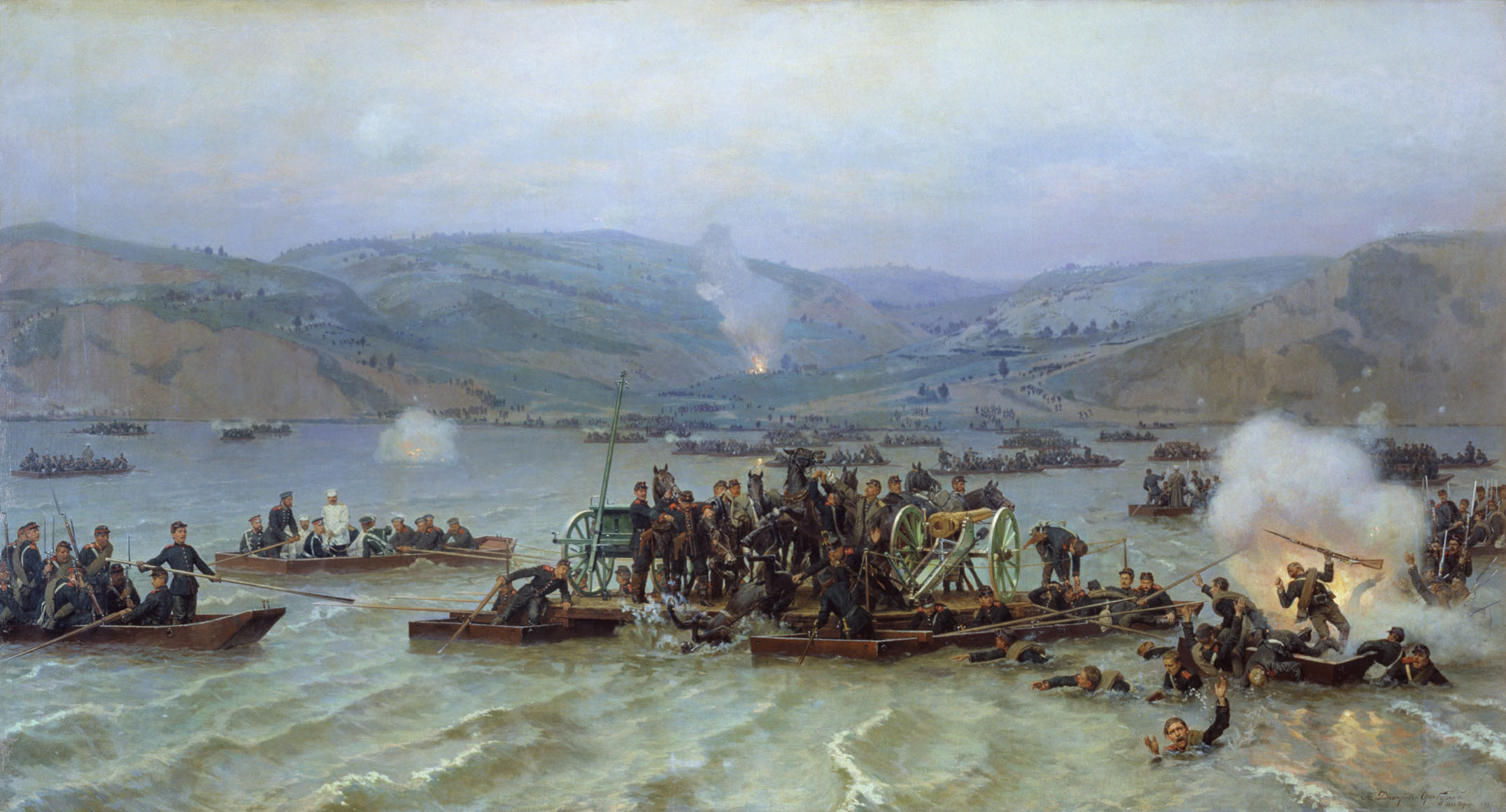
Переправа русской армии через Дунай у Зимницы 15 июня 1877 года, Н. Дмитриев-Оренбургский (1883 год).

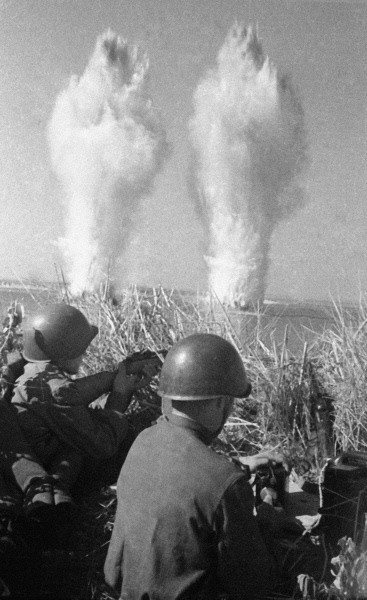
Сапёры РККА во время Великой Отечественной войны.

Сапёрная бригада — соединение инженерных войск в вооружённых силах некоторых государств мира, форма организации инженерных войск Российской империи, Красной Армии ВС Союза ССР, во время Великой Отечественной войны.
В военной литературе и боевых документах для обозначения сапёрной бригады применяется сокращение «сапбр».

## История

### Российская империя
Пионерный полк Русской армии 27 июля 1803 года был разделён на 1-й Пионерный полк и 2-й Пионерный полк. А в 1812 году сформированы Лейб-гвардии сапёрный батальон и Сапёрный полк. В период 1815—1816 годов сапёрный и пионерные полки переформированы в отдельные батальоны (два сапёрных и семь пионерных). В 1819 году, сапёрные и пионерные батальоны были сведены в сводные пионерные бригады (пионерные бригады), которые позже в 1829 году были переименованы в сапёрные бригады, и все входившие в них батальоны стали именоваться сапёрными.
Сапёрные бригады в русской армии существовали с 1829 года в целях:
- устройства из подручных материалов закрытий (оборонительных сооружений) от неприятельского огня при обороне и при постепенной атаке, а также в устройстве преград против штурма и в устранении преград неприятельских при атаке;
- возведения бараков, землянок, хлебопекарных печей, кухонных очагов и тому подобное лагерных и бивачных построек в предвидении более или менее продолжительной стоянки формирований в данном месте;
- устройства, эксплуатации и исправлении дорог и переправ, необходимых для передвижения собственных войск и в порче этих сообщений, если ими может воспользоваться только неприятель;
- устройства и эксплуатации телеграфных линий, телефонных сообщений, гелиографирования, воздухоплавания, наблюдательных вышек и прочих средств сбора сведений о противнике и передачи известий на расстояния;
- ведении подземной минной войны при атаке и обороне крепостей и укреплений.

21 октября 1836 года Округа военных поселений Сапёрных бригад, вместе с Поселёнными батальонами, были преобразованы в Округа пахотных солдат.
В мирное время на сапёрные бригады было возложено обучение сапёрным работам отборных военнослужащих, командируемыми на один лагерный сбор в сапёрные бригады, по обучении при которых они возвращаются в свои части, где они служили руководителями сапёрных работ и источниками распространения сапёрных знаний для подчинённого личного состава.
На 1894 год войсковые части инженерных войск, кроме железнодорожных батальонов, были соединены в 6 сапёрных бригад различного состава. В них входили:
- 17 сапёрных батальонов;
- один сапёрный полубатальон (Туркестанский);
- три сапёрные роты (Восточно-Сибирская, Западно-Сибирская и Закаспийская);
- 8 понтонных батальонов;
- 17 военно-телеграфных парков;
- 6 полевых инженерных парков[6].

На 1898 год в полевых инженерных войсках, расположенных в Европейской России и на Кавказе, было 7 сапёрных бригад и одна железнодорожная бригада.
При сапёрных бригадах были организованы склады (инженерные заведения) для снабжения инженерных войск необходимыми принадлежностями при производстве практических работ. В бригадах сапёрных лица, стоящие во главе их, носили звание начальников бригад и по правам и обязанностям были сравнены с начальником дивизий.
В период 1910—1913 годов сапёрные бригады были расформированы (упразднены), а сапёрные батальоны включены в состав армейских корпусов.

#### Формирования
В русской армии существовали следующие саперные формирования:
1875 год
- Сводная сапёрная бригада;
- 1-я сапёрная бригада;
- 2-я сапёрная бригада;
- 3-я сапёрная бригада, в Москве, в 1876 году, был сформирован военно-дорожный батальон из числа нижних чинов военных железно-дорожных команд, в составе командования, двух строительных и двух эксплуатационных рот, в этом же году военно-дорожный батальон включен в состав 3-й сапёрной бригады, с наименованием 3-й железно-дорожный батальон[10].;
- Кавказская сапёрная бригада.

1898 год
- 1-я сапёрная бригада (Санкт-Петербург, 1841—1910), ранее 1-я пионерная бригада[11];
- 2-я сапёрная бригада (Бобруйск (1819 — 18??), Рига[12], Вильна), ранее 2-я сводная пионерная бригада;
- 3-я сапёрная бригада, 1832—1917[13][14] (Киев);
- 4-я сапёрная бригада (Динабург (1819 — 18??), Варшава), ранее 4-я сводная пионерная бригада;
- 5-я сапёрная бригада (Одесса);
- 6-я сапёрная бригада[15] (Москва);
- Кавказская сапёрная бригада[16] (Тифлис).

1910 год
- 1-я сапёрная бригада;
- 2-я сапёрная бригада;
- 3-я сапёрная бригада;
- 4-я сапёрная бригада;
- 5-я сапёрная бригада;
- 6-я сапёрная бригада;
- Кавказская сапёрная бригада;
- Туркестанская сапёрная бригада;
- Омская сапёрная бригада;
- Иркутская сапёрная бригада;
- Приамурская сапёрная бригада.

### Союз ССР
Сапёрные бригады РККА предназначались для строительства оборонительных рубежей и входили в состав сапёрных армий.
Сапёрные бригады формировались ноябре — декабре 1941 года и имели в своём составе:
- управление бригады — 43 человек (штат № 012/92);
- 19 сапёрных батальонов по 497 человек (штат № 012/93);
- отряд механизации — 102 человек (штат № 012/94);
- автотракторный батальон — 391 человек (штат № 012/95);

Общая численность бригады составляла 9 979 человек личного состава.
Сапёрные бригады с войсковыми номерами с 31 по 40-й, входящие в состав 1-й сапёрной армии, включали по 8 сапёрных батальонов.
В декабре 1941 года в сапёрных бригадах с войсковыми номерами с 1-го по 30-й были расформированы отряды механизации.
В апреле 1942 года бригады перешли на новый штат:
- 7 сапёрных батальонов по 405 человек (штат № 012/155);
- автотракторная рота — 260 человек (штат № 012/156);

Всего во время Великой Отечественной войны было сформировано 40 сапёрных бригад, из них 36 бригад имели одно сформирование, а 4 — сформировались дважды. К концу 1942 года все они были переформированы в бригады других типов или расформированы.